# ラウリ・マルカネン
- ラウリ・マルケネン
- ラウリー・マルッカネン

ラウリ・エリアス・マルカネン（Lauri Elias Markkanen, 1997年5月22日 - ）は、フィンランドのウーシマー県ヴァンター出身のプロバスケットボール選手。NBAのユタ・ジャズに所属している。ポジションはパワーフォワード。

## 来歴

### 生い立ち
フィンランドのプロバスケットボール選手だったペッカ・マルッカネン、リーッカ・マルッカネン（旧姓：エッロネン）夫妻の子として、ヴァンターで生まれた。そして小さい頃は地域のチームHoNsUでプレイし、2014年から2016年の間はヘルシンキ・バスケットボールアカデミーの男子チーム（HBA-Märsky）で活躍した。

### カレッジ
NBA選手を目指す為に渡米したマルカネンは2015年10月17日、NCAAディヴィジョン1に属するアリゾナ大学の男子バスケットボールチーム「ワイルド・キャッツ」に加入する事を口頭で合意し、同年11月11日に書面で正式に契約を交わした。当時、ESPN.comはマルカネンの事をアメリカ国内ならばTOP25位に入れる選手であり、「何人かのコーチは、彼は大学には1年だけの在籍でNBAドラフト候補になれる逸材だと言っている」と報じている。背番号はマイク・ビビー以来の10番を付けた。
2017年1月10日、SB Nationは「今まで見てきたカレッジバスケットボールの中で、最も優れたシューティング7フッターだ」と評価した。
同じ月、マルカネンはpac-12カンファレンスの週間最優秀選手とオスカー・ロバートソン週間最優秀選手に、同時に選出された。
また、シーズンが開始する前からシーズンが終わるまでの間に、オスカー・ロバートソン賞やカール・マローン賞など、様々な賞の受賞候補として名前を挙げられた。
2017年1月12日、マルカネンはライバル校であるアリゾナ州立大学を相手に18本のシュート試投数のうち12本を決めて30点を奪い、キャリアハイを記録した。それ以外にも13リバウンド（キャリアハイ）を3度記録するなど、シーズンを通して優秀な選手である事を証明した。
2017年3月6日、マルカネンはオールアメリカン3rdチームに選出された。また、同時にPac-12カンファレンス内のオール1stチームと、Pac-12カンファレンス内の大学1年生の1stチームにも選出されている。
上記のような活躍を残したことで、ESPN.comが報じていた通りにマルカネンは1年のみ大学に在籍して、2017年のNBAドラフト候補となる事を宣言した。

### シカゴ・ブルズ
2017年のNBAドラフトにおいてミネソタ・ティンバーウルブズから全体7位で指名された後、ドラフト会議当日にジミー・バトラーやザック・ラヴィーンなどが絡んだ大型トレードが成立し、交渉権がシカゴ・ブルズへ移動。7月5日に正式にブルズと契約した。ルーキーシーズンとなった2017-18シーズン開幕戦のトロント・ラプターズ戦でいきなり先発起用され、17得点、8リバウンドを記録し、NBAデビューを飾った。2018年1月10日に行われたニューヨーク・ニックス戦でキャリア・ハイとなる33得点を記録、試合はダブルオーバータイムの末、ブルズが122-119で勝利した。2018年1月28日に行われたミルウォーキー・バックス戦で17得点を記録、これで通算721得点となりハンノ・モットーラが保持していた715得点を更新し、フィンランド出身選手の最多得点記録となった。　

### クリーブランド・キャバリアーズ
2021年8月28日に3チーム間のサイン・アンド・トレードでクリーブランド・キャバリアーズへ移籍し、キャバリアーズと4年総額6700万ドルの契約を結んだ。

### ユタ・ジャズ
2022年9月3日にドノバン・ミッチェルとのトレードで、コリン・セクストン、オチャイ・アバジ、3つのドラフト1巡目指名権、2つのドラフト1巡目指名交換権と共にユタ・ジャズへ移籍した。ジャズではエースとして飛躍し、2023年のNBAオールスターゲームではスターターに選ばれた。
2024年の夏に5年総額2億3800万ドルで新たな契約を結んだが、2024-25シーズンは怪我もあり、キャリアの中で最も少ない47試合の出場に終わった。

## 個人成績

### NBA

#### レギュラーシーズン
| シーズン     | チーム       | GP  | GS  | MPG  | FG%  | 3P%  | FT%  | RPG | APG | SPG | BPG | PPG  |
| ------------ | ------------ | --- | --- | ---- | ---- | ---- | ---- | --- | --- | --- | --- | ---- |
| 2017–18      | CHI          | 68  | 68  | 29.7 | .434 | .362 | .843 | 7.5 | 1.2 | .6  | .6  | 15.2 |
| 2018–19      | CHI          | 52  | 51  | 32.3 | .430 | .361 | .872 | 9.0 | 1.4 | .7  | .6  | 18.7 |
| 2019–20      | CHI          | 50  | 50  | 29.8 | .425 | .344 | .824 | 6.3 | 1.5 | .8  | .5  | 14.7 |
| 2020–21      | CHI          | 51  | 26  | 25.8 | .480 | .402 | .826 | 5.3 | .9  | .5  | .3  | 13.6 |
| 2021–22      | CLE          | 61  | 61  | 30.8 | .445 | .358 | .868 | 5.7 | 1.3 | .7  | .5  | 14.8 |
| 2022–23      | UTA          | 66  | 66  | 34.4 | .499 | .391 | .875 | 8.6 | 1.9 | .6  | .6  | 25.6 |
| 2023–24      | UTA          | 55  | 55  | 33.1 | .480 | .399 | .899 | 8.2 | 2.0 | .9  | .5  | 23.2 |
| 通算         | 通算         | 403 | 377 | 31.0 | .459 | .375 | .866 | 7.3 | 1.5 | .7  | .5  | 18.1 |
| オールスター | オールスター | 1   | 1   | 25.9 | .462 | .167 | ---  | 7.0 | .0  | .0  | .0  | 13.0 |

### カレッジ
| シーズン | チーム   | GP | GS | MPG  | FG%  | 3P%  | FT%  | RPG | APG | SPG | BPG | PPG  |
| -------- | -------- | -- | -- | ---- | ---- | ---- | ---- | --- | --- | --- | --- | ---- |
| 2016–17  | アリゾナ | 37 | 37 | 30.8 | .492 | .423 | .835 | 7.2 | .9  | .4  | .5  | 15.6 |

## フィンランド代表
2015年にU-18FIBAヨーロッパ選手権に、フィンランド代表として招集され、試合平均18.2点の好成績を残した。
翌年2016年のU-20のFIBAヨーロッパ選手権にもフィンランド代表選手として招集され、決勝トーナメントで試合平均24.9点を記録して得点王とオール・トーナメント・チームに輝いている。

## 人物
- 兄が2人いて、そのうちの1人はプロサッカー選手であるエーロ・マルカネンである。
- 両親は共にバスケットボール選手としてフィンランド代表選手として選出された事があり、親子2代でフィンランド代表として国際大会に出場している。
- 2018年2月2日、第一子が誕生した[9]。